# Karitu
Karitu è una circoscrizione rurale (rural ward) della Tanzania situata nel distretto rurale di Nzega, regione di Tabora. Conta una popolazione di 10 241  abitanti (censimento 2022).